# Châteauguay—Huntingdon—Laprairie
Pour les articles homonymes, voir Châteauguay (homonymie), Huntingdon et Laprairie (homonymie).
Châteauguay—Huntingdon—Laprairie est une ancienne circonscription électorale fédérale située dans la région de la Montérégie dans le sud du Québec, représentée de 1949 à 1968.
La circonscription est créée en 1947 avec des parties de Beauharnois—Laprairie et de Châteauguay—Huntingdon. Elle est abolie en 1966 et redistribuée entre les circonscriptions de Beauharnois, Chambly, Laprairie et de Saint-Jean.

## Géographie
En 1947, la circonscription comprenait:
- Le comté de Châteauguay, sauf la municipalité de Saint-Joachim-de-Châteauguay
- Le comté d'Huntingdon, sauf les villes de Saint-Anicet et de Saint-Barbe
- Le comté de Laprairie, sauf la municipalité de Saint-Jacques-le-Mineur
- Le comté de Saint-Jean, sauf les municipalités de Notre-Dame-du-Mont-Carmel, de Saint-Bernard-de-Lacolle et de Lacolle

## Députés
1. 1949-1953 — Donald Elmer Black, PLC
2. 1953-1958 — Jean Boucher, PLC
3. 1958-1962 — Merrill Edwin Barrington, PC
4. 1962-1963 — Jean Boucher, PLC (2)
5. 1963-1968 — Ian Watson, PLC

- PC  = Parti progressiste-conservateur
- PLC = Parti libéral du Canada